# Associação de Correspondentes das Nações Unidas
A Associação de Correspondentes das Nações Unidas (UNCA) foi fundada em Nova York em 1948. Tem mais de 250 membros atualmente. Apresenta os Prêmios Anuais de Excelência em Jornalismo da UNCA. O objetivo dos prêmios "é reconhecer e incentivar a excelência em relatórios sobre as Nações Unidas, suas agências afiliadas, organizações e missões".

## Excelência em Prêmios de Jornalismo
Os Prêmios de Excelência em Jornalismo da UNCA são apresentados pela Associação de Correspondentes das Nações Unidas. Eles incluem:
- O Prêmio Memorial Elizabeth Neuffer foi criado em memória de uma jornalista do The Boston Globe, que foi morta durante a reportagem da guerra no Iraque em 2003. O prêmio, reconhece relatórios excepcionais sobre a ONU em mídia impressa.
- O Prêmio Memorial Ricardo Ortega (es) foi criado em homenagem a um repórter espanhol, que foi assassinado enquanto cobria eventos no Haiti em 2004.
- O Prêmio da Fundação das Nações Unidas honra a reportagem sobre questões humanitárias e de desenvolvimento. O prêmio é patrocinado pela Fundação das Nações Unidas.[3]